# پدر و پسر
پدر و پسر (به روسی: Отец и сын) فیلمی روسی در ژانر درام به کارگردانی الکساندر سوکوروف محصول سال ۲۰۰۳ است. این فیلم در جشنواره فیلم کن ۲۰۰۳ وارد رقابت فیلم‌های بلند شد.

## بازیگران
- آندره شیتینین - پدر
- الکسی نیمیشیف - الکسی، پسر
- الکساندر رزباش - ساشا
- فیودور لابروف - فیودور
- مارینا زاسوکینا - دختر